# شوسوکه کاتایاما
شوسوکه کاتایاما (انگلیسی: Shosuke Katayama؛ زادهٔ ۸ سپتامبر ۱۹۸۳) بازیکن فوتبال اهل ژاپن است.
از باشگاه‌هایی که در آن بازی کرده‌است می‌توان به باشگاه فوتبال ناگویا گرامپوس اشاره کرد.